# Anthony Quinn

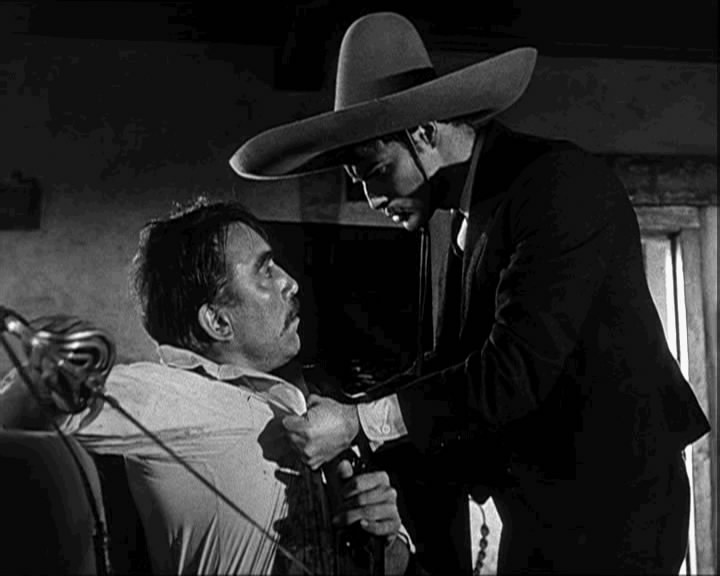
Anthony Quinn och Marlon Brando i Viva Zapata! (1952).

Manuel Antonio Rodolfo Quinn Oaxaca, mer känd som Anthony Quinn, född 21 april 1915 i Chihuahua i Mexiko, död 3 juni 2001 i Boston i Massachusetts, var en amerikansk-mexikansk skådespelare.

## Biografi
Anthony Quinn föddes i Mexiko som son till irländsk-mexikanska föräldrar. Han kom till USA redan som barn och gjorde filmdebut 1936 efter bara kort scenerfarenhet. Året därpå gifte han sig med Cecil B. DeMilles adoptivdotter, Katherine. Hans svärfar gjorde ingenting för att hjälpa Quinn i hans karriär utan han fortsatte spela biroller under hela 1940-talet. Inte förrän i början av 1950-talet tog hans karriär fart under ett sabbatsår på Broadway, där han spelade i Linje Lusta. 
Han belönades med Oscarstatyetten två gånger för bästa manliga biroll – Viva Zapata! 1952 och Han som älskade livet 1956. Quinn fick därefter huvudroller som lade vikt på hans kraftfulla manlighet, där de mest minnesvärda är La strada (1954) och Zorba (1964).
Quinn var även en erkänd konstnär, han började måla när han var 11 år. Han arbetade mest med skulpturer och beundrade Picasso.
Quinn skilde sig från sin första hustru 1965 och var sedan gift ytterligare två gånger. Han var far till sammanlagt tolv barn, bland andra Francesco Quinn, Valentina Quinn, Lorenzo Quinn, Alex A. Quinn och Danny Quinn. Han gjorde de flesta av sina barn arvlösa i sitt testamente.
Han avled i lunginflammation, en komplikation till den strupcancer han drabbats av.

## Filmografi i urval
- 1937 – Daughter of Shanghai
- 1938 – The Buccaneer
- 1939 – Union Pacific
- 1941 – Blod och sand
- 1942 – De dog med stövlarna på
- 1943 – Möte vid Ox-oket
- 1944 – Buffalo Bill
- 1945 – Djungelpartisaner
- 1947 – Sinbad sjöfararen
- 1952 – Viva Zapata!
- 1953 – East of Sumatra
- 1954 – La strada
- 1956 – Han som älskade livet
- 1956 – Ringaren i Notre Dame
- 1959 – Våldet och lagen
- 1961 – Kanonerna på Navarone
- 1962 – Barabbas
- 1962 – Lawrence av Arabien
- 1964 – Zorba
- 1965 – Storm över Jamaica
- 1967 – 25:e timmen
- 1969 – Santa Vittorias hemlighet
- 1976 – The Con Artists
- 1977 – Mohammed - härföraren
- 1978 – Caravans
- 1981 – Ökenlejonet
- 1988 – Onassis - Världens rikaste man
- 1989 – Hämnd - starkare än kärlek
- 1989 – En gång till älskling
- 1990 – Den gamle och havet
- 1991 – Mobster: Mot maktens höjder
- 1993 – Den siste actionhjälten
- 2002 – Angelos hämnd